# Gresham Hotel
L'hôtel Riu Plaza The Gresham Dublin, anciennement The Gresham Hotel, est un hôtel quatre étoiles historique situé sur O'Connell Street à Dublin, en Irlande. C'est une institution de Dublin et un bâtiment historique qui a été rénové au début des années 2000.

## Histoire
Le fondateur de l'hôtel, Thomas Gresham, était un enfant trouvé, abandonné sur les marches du Royal Exchange, à Londres. Il a été nommé d'après le fondateur de cette institution, Sir Thomas Gresham, un célèbre commerçant-politicien de l'ère élisabéthaine.
Gresham est venu en Irlande et, en tant que jeune homme, a obtenu un emploi au service de William Beauman de Rutland Square (aujourd'hui Parnell Square) à Dublin. Après un certain temps, et alors qu'il était encore relativement jeune, il devint le majordome de cette famille.
En 1817, Gresham quitta la maison de Beauman et acheta le 21-22 Sackville Street (aujourd'hui O'Connell Street). Au cours des 48 années suivantes, il a exploité l'hôtel comme une maison d'hébergement destinée principalement à la riche aristocratie et aux députés qui passaient par Dublin en route pour Londres.
L'hôtel est le cadre du dernier tiers de la nouvelle de James Joyce, The Dead, qui se déroule dans les premières années du XXe siècle. L'histoire ne dépeint pas l'hôtel sous un jour flatteur, se référant au personnel qui dort en service et à l'éclairage cassé.
L'hôtel a été gravement endommagé pendant la guerre civile irlandaise, mais reconstruit dans les années 1920 selon des spécifications élevées. De nombreuses caractéristiques originales de cette époque subsistent, notamment les lustres en cristal de Waterford. Aujourd'hui, l'hôtel compte 288 chambres. L'hôtel est devenu une partie du groupe Ryan Hotel en 1978. Le Ryan Group a été racheté par des propriétaires indépendants en 2004 et est devenu une société privée, The Gresham Hotel Group. Le Gresham a été rénové en 2013 et vendu à la chaîne espagnole RIU Hotels & Resorts en septembre 2016 pour 92 millions d'euros, devenant ainsi l'Hotel Riu Plaza The Gresham Dublin.
En janvier 2018, le conseil municipal de Dublin a entrepris de reloger 14 familles sans abri qui vivaient au Gresham pour permettre la rénovation d'un certain nombre de chambres et de suites de l'hôtel.

## Sources
- James McNiff, The Voyeur of O'Connell Street: Life As the the[sic] Gresham Hotel.. a Minifollet, KDP Publishing, 19 novembre 2017 (ISBN 978-1-973308-48-5)
- K. A. Murray, Ireland's First Railway, Dublin, Irish Railway Record Society, 1981 (ISBN 0-904078-07-8)

## Source de la traduction
- (en) Cet article est partiellement ou en totalité issu de l’article de Wikipédia en anglais intitulé « Gresham Hotel » (voir la liste des auteurs).